# Alfred Kälin
Alfred „Fredel” Kälin (ur. 16 stycznia 1949) – szwajcarski biegacz narciarski, brązowy medalista olimpijski.

## Kariera
Igrzyska olimpijskie w Sapporo w 1972 r. były jego olimpijskim debiutem. Wspólnie z Aloisem Kälinem, Albertem Gigerem i Eduardem Hauserem zdobył brązowy medal w sztafecie. Na tych samych igrzyskach zajął także 17. miejsce w biegu na 30 km stylem klasycznym. Cztery lata później, podczas igrzysk olimpijskich w Innsbrucku jego najlepszym wynikiem indywidualnym było 27. miejsce w biegu na 15 km techniką klasyczną. Szwajcarzy z Kälinem w składzie zajęli piąte miejsce w sztafecie.
W 1974 r. wystartował na mistrzostwach świata w Falun, gdzie wraz z kolegami z reprezentacji zajął 6. miejsce w sztafecie 4 × 10 km.
Jego brat Franz Kälin również reprezentował Szwajcarię w biegach narciarskich.

## Osiągnięcia

### Igrzyska olimpijskie
| Miejsce | Dzień     | Rok  | Miejscowość | Konkurencja             | Czas biegu | Strata   | Zwycięzca            |
| ------- | --------- | ---- | ----------- | ----------------------- | ---------- | -------- | -------------------- |
| 17.     | 4 lutego  | 1972 | Sapporo     | 30 km stylem klasycznym | 1:36:31,15 | +5:04,19 | Wiaczesław Wiedienin |
| 3.      | 13 lutego | 1972 | Sapporo     | Sztafeta 4 × 10 km      | 2:04:47,94 | +2:12,12 | ZSRR                 |
| 29.     | 5 lutego  | 1976 | Innsbruck   | 30 km stylem klasycznym | 1:30:29,38 | +5:40,59 | Siergiej Sawieljew   |
| 27.     | 8 lutego  | 1976 | Innsbruck   | 15 km stylem klasycznym | 43:58,47   | +3:06,92 | Nikołaj Bażukow      |
| 5.      | 11 lutego | 1976 | Innsbruck   | Sztafeta 4 × 10 km      | 2:07:59,72 | +3:28,81 | Finlandia            |

### Mistrzostwa świata
| Miejsce | Dzień     | Rok  | Miejscowość | Konkurencja             | Czas biegu | Strata   | Zwycięzca       |
| ------- | --------- | ---- | ----------- | ----------------------- | ---------- | -------- | --------------- |
| 12.     | 18 lutego | 1974 | Falun       | 30 km stylem klasycznym | 1:33:41,40 | +3:00,0  | Thomas Magnuson |
| 16.     | 20 lutego | 1974 | Falun       | 15 km stylem klasycznym | 41:39,10   | +1:05,16 | Magne Myrmo     |
| 6.      | 21 lutego | 1974 | Falun       | Sztafeta 4 × 10 km      | 2:03:15,85 | +3:25,29 | NRD             |
| 7.      | 24 lutego | 1974 | Falun       | 50 km stylem klasycznym | 2:19:45,26 | +4:13,00 | Magne Myrmo     |

### Puchar Świata
W sezonach 1973/1974 - 1980/1981 Puchar Świata rozgrywany był nieoficjalnie.

#### Miejsca w klasyfikacji generalnej
- sezon 1973/1974: 14.
- sezon 1974/1975: 13.
- sezon 1975/1976: ?

#### Miejsca na podium
1. Le Brassus – 12 stycznia 1974 (15 km) – 1. miejsce
2. Le Brassus – 10 stycznia 1976 (15 km) – 3. miejsce